# Henri Ellenberger
Henri F. Ellenberger (6 de noviembre de 1905-1 de mayo de 1993) fue un psiquiatra, historiador médico y criminólogo suizo-canadiense, algunas veces considerado el historiógrafo fundador de la psiquiatría.

## Biografía
Ellenberger nació en Nalolo (Barotselandia-Rodesia del Noroeste, hoy parte de Zambia) y era de ascendencia francesa. Estudió con el catedrático Henri Baruk. Obtuvo su doctorado en 1924 y fue el director de los servicios de psiquiatría de la Clínica Menninger de los Estados Unidos y más tarde catedrático de Criminología en la Universidad de Montreal, en Canadá. Ellenberger no era psicoanalista, pero recibió un análisis didáctico de Oskar Pfister entre 1949 y 1952.
El instituto Henri Ellenberger de París recibió este nombre en su honor. Durante su vida recibió varios premios, incluyendo la Medalla de Oro del Premio Beccaria en 1970, y el Jason A. Hannah Medal of the Royal Society of Canada.

## Obra
- Essai sur le syndrome psychologique de la catatonie. 1933; Nachdruck: L’Harmattan, París 2004, ISBN 2-7475-6031-7.
- The Discovery of the Unconscious. The History and Evolution of Dynamic Psychiatry. Nueva York: Basic Books. Ed. tapa dura 1970, ISBN 0-465-01672-3. Tapa blanda 1981, ISBN 0-465-01673-1. Texto completo disponible en Questia.